# مالک بیزلی
مالک بیزلی (انگلیسی: Malik Beasley؛ زادهٔ ۲۶ نوامبر ۱۹۹۶) بازیکن بسکتبال اهل ایالات متحده آمریکا است.
از باشگاه‌هایی که در آن بازی کرده‌است می‌توان به دنور ناگتس اشاره کرد.